# Lithosia lungtanica
Lithosia lungtanica är en fjärilsart som beskrevs av Daniel 1954. Lithosia lungtanica ingår i släktet Lithosia och familjen björnspinnare. Inga underarter finns listade i Catalogue of Life.